# Мухаммед ан-Насір (Альмохад)
Мухаммед ан-Насір (? — 25 грудня 1213) — 4-й халіф держави Альмохадів у 1199—1212 роках. З його правління починається занепад держави Альмохадів.

## Імена
- Мухаммед ан-Насір — скорочене ім'я.
- Абу Абдаллах Мухаммед ібн Абі-Юсуф ан-Насір (араб. الناصر لدين الله محمد بن المنصور, an-Nāṣir li-dīn Allah Muḥammad ibn al-Manṣūr) — повне ім'я.
- Мірамамолін (лат. Miramamolín) — у середньовічних християнських джерелах

## Біографія
Походив з династії Альмохадів. Син халіфа Абу Юсуф Якуб аль-Мансура. Про місце й дату народження немає відомостей. Стосовно дати та місця народження немає достеменних відомостей. Замолоду не виявляв хисту до державних і військових справ. був сором'язливим хлопчиком, полюбляв бути наодинці.
У 1198 році отримав від аль-Мансура значну частину влади. Після смерті батька у 1199 році, 25 січня в Марракеші Мухаммеда було оголошено новим халіфом. В цей період найбільшу загрозу являли Ганіди, що захопили більшу частину Іфрикії, Триполітанію та Феццан. Володар перебирається до Фесу, який зробив своєю ставкою. Того ж року халіф призначає Абу Мохаммед ібн Абі Хафса, представника впливового берберського племені, на посаді валі (намісника) Іфрикії. Після тривалої боротьби було завдано поразки берберами в Іфрикії, 1206 року захоплено місто Махдія, 1207 року завдано рішучої поразки Ганідам у горах Нафуса, відновивши контроль над Триполітанією. Того ж року розбив Ях'ю ібн Ісхака, еміра Майорки, захопивши цей острів.
У 1210 році відправив флот, який сплюндрував узбережжя Каталонії. У відповідь Педро II, король Арагону, захопив Рінкон-де-Адамус, фортеці Аль-Дам і Кастьєльфабіб. Втім війська Альмохадів зуміли відбити їх.
У 1211 році зібравши величезне військо Мухаммед ан-Насір висадився на Піренейському півострові. У відповідь на заклик папи римського Інокентія III на допомогу королям Кастилії, Арагону, Наварри, Португалії, прийшли лицарі з південної Франції на чолі Арнольдом Мальріком, із архієпископом Нарбонни, приєдналися галісійці, астурійці та леонці. Військо аль-Насра було більш численне і краще організовано, але Альмохади були виснажені безплідною багатомісячної облогою фортеці Сальватьєрра. 16 липня 1212 року на плоскогір'ї Навас-де-Толоси відбулася битва, в якій Альмохади зазнали нищівної поразки.
Мухаммед ан-Насір після поразки в паніці втік до Рабату, невдовзі зрікся трону на користь малолітнього сина Юсуф аль-Мустансир. Помер 25 грудня 1213 року в Рабаті або Марракеші. За однією з версій його було отруєно.